# Courtney Hurley
Courtney Hurley (Houston, 30 settembre 1990) è una schermitrice statunitense, specializzata nella spada.
È la sorella della schermitrice Kelley Hurley.

## Palmarès
In carriera ha conseguito i seguenti risultati:
- Giochi Olimpici:

Londra 2012: bronzo nella spada a squadre.
- Mondiali

Wuxi 2018: oro nella spada a squadre e bronzo nella spada individuale.
- Giochi Panamericani

Rio de Janeiro 2007: oro nella spada individuale.
Guadalajara 2011: oro nella spada a squadre ed argento individuale.
- Universiadi

Shenzen 2011: argento nella spada a squadre.